# Nguyên hoa
Nguyên hoa (danh pháp hai phần: Daphne genkwa (Siebold & Zucc., 1840)) là một loại cây bụi thường xanh và là một trong 50 thảo dược chính của Trung y. Tại Trung Quốc nó được gọi là 芫花 (yuán huā, nguyên hoa).

## Phân bố
Sinh sống trong các khu rừng, các sườn núi có các cụm cây bụi ở độ cao 300-1.000 m tại An Huy, Phúc Kiến, Cam Túc, Quý Châu, Hà Bắc, Hà Nam, Hồ Bắc, Hồ Nam, Giang Tô, Giang Tây, Thiểm Tây, Sơn Đông, Sơn Tây, Tứ Xuyên, Chiết Giang, Đài Loan và có thể có ở Triều Tiên.
Ngoài phân loài nguyên chủng Daphne genkwa subsp. genkwa thì 2 phân loài cũng được The Plant List công nhận, nhưng chúng được Flora of China coi là các loài riêng biệt.
- Daphne genkwa subsp. jinzhaiensis (D.C.Zhang & J.Z.Shao) Halda, 1997 (đồng nghĩa Daphne jinzhaiensis) khác với phân loài genkwa ở chỗ chúng có cụm hoa dạng cành hoa gồm 3-5 hoa ở đầu cành, mỗi hoa có ống tràng dài 10–12 mm. Phân loài này có ở An Huy, Trung Quốc với tên gọi 金寨瑞香 (Kim Trại thụy hương).[5][6]
- Daphne genkwa subsp. leishanensis (H.F.Zhou ex C.Yung Chang) Halda, 1997 (đồng nghĩa Daphne leishanensis) khác với phân loài genkwa ở chỗ có các cành già màu tía đen và các hoa ánh đỏ dài 6–7 mm. Nó có ở Quý Châu, Trung Quốc với tên gọi 雷山瑞香 (Lôi Sơn thụy hương). Nó mọc trên các sườn dốc núi đá với các bụi rậm ở cao độ 900-1.200 m.[5][5][7]

## Hình ảnh

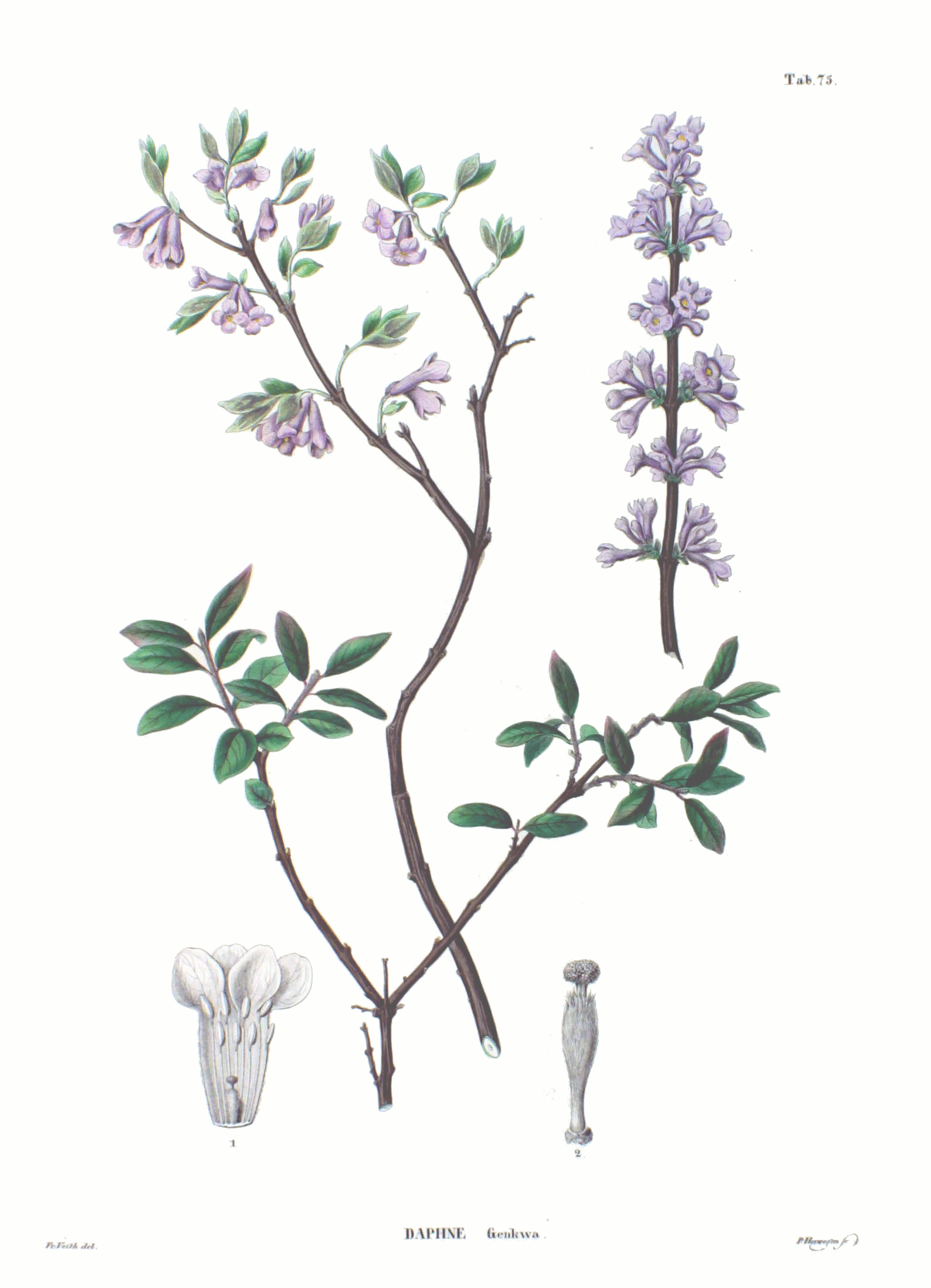
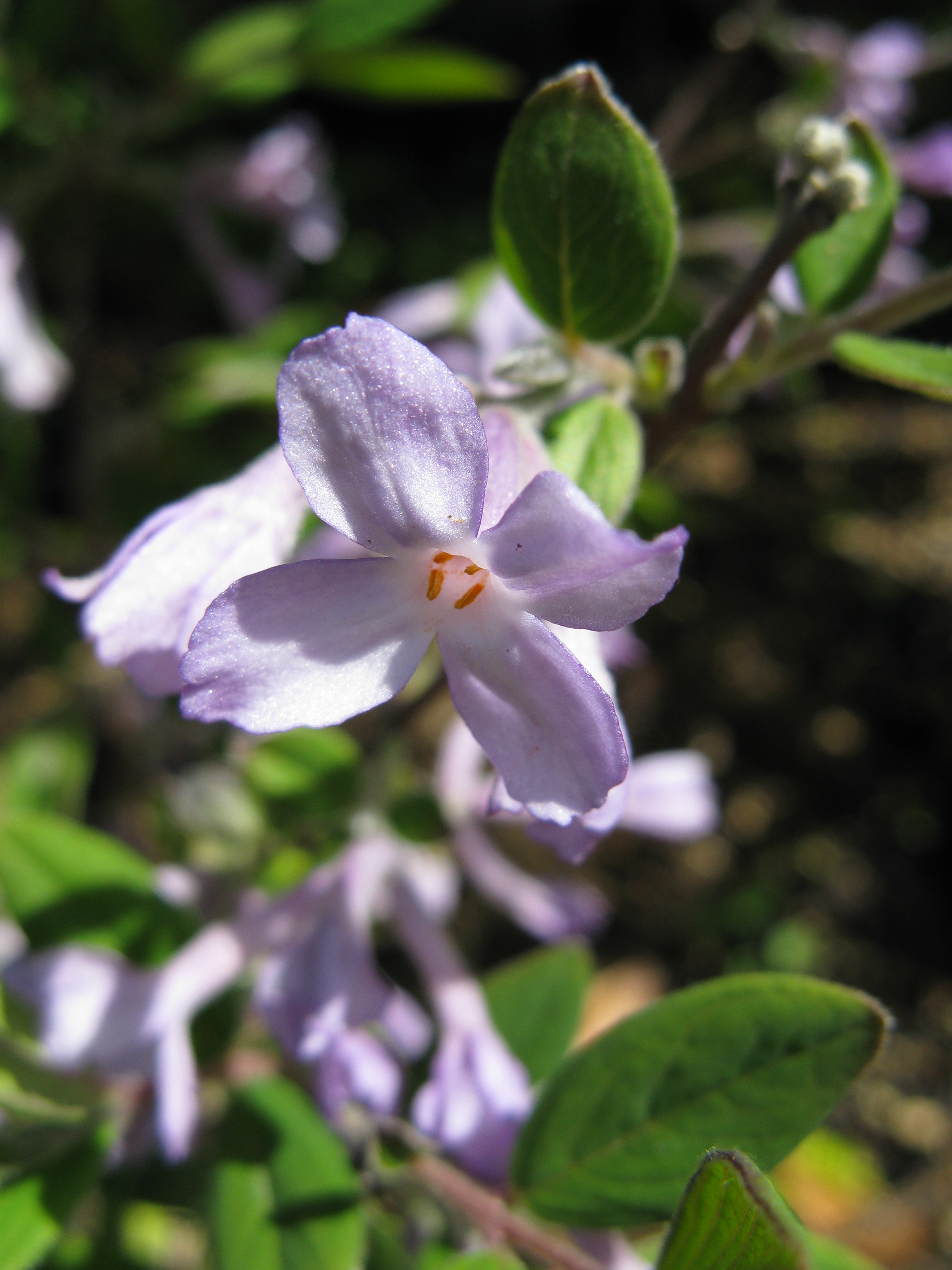
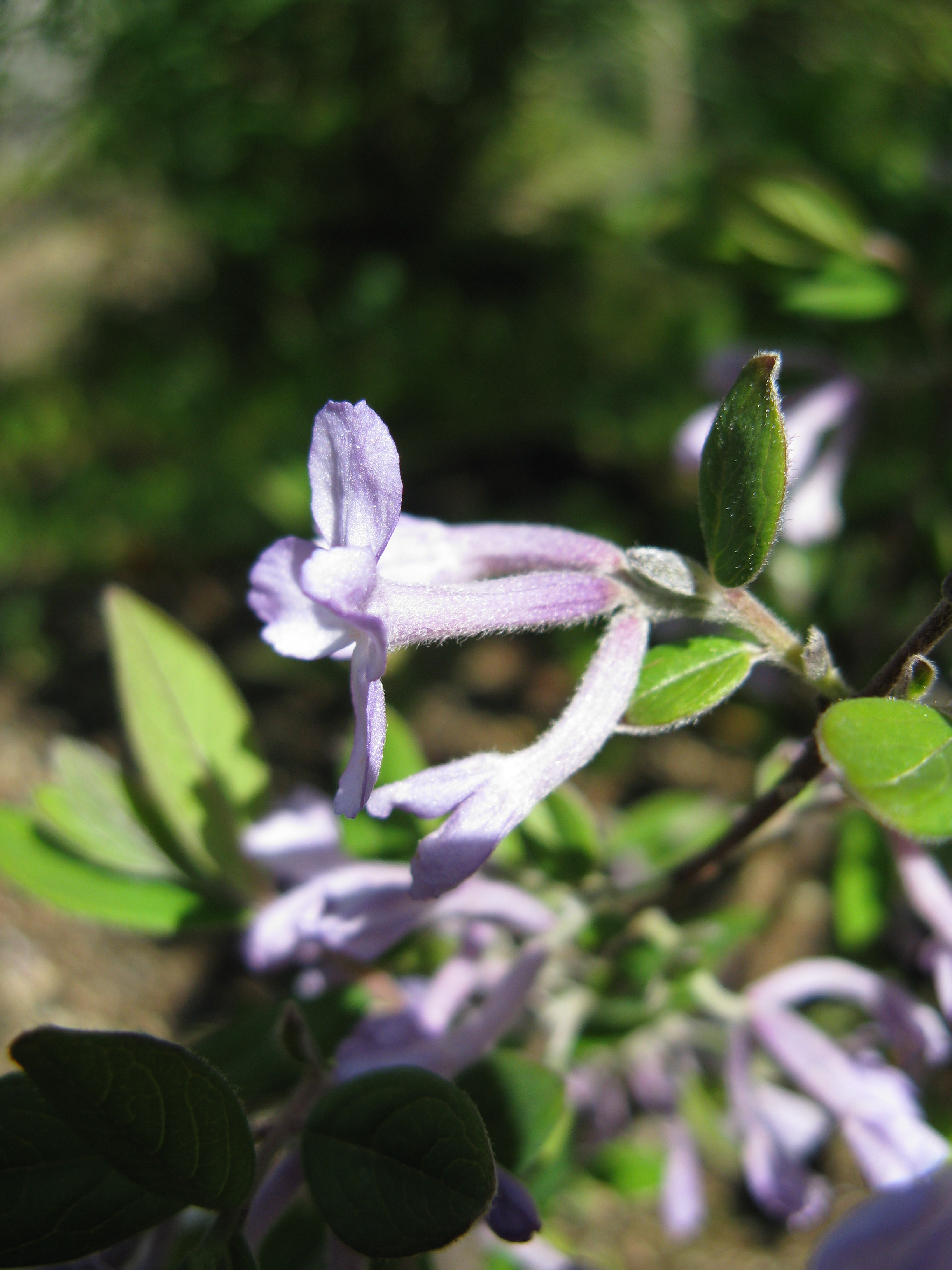
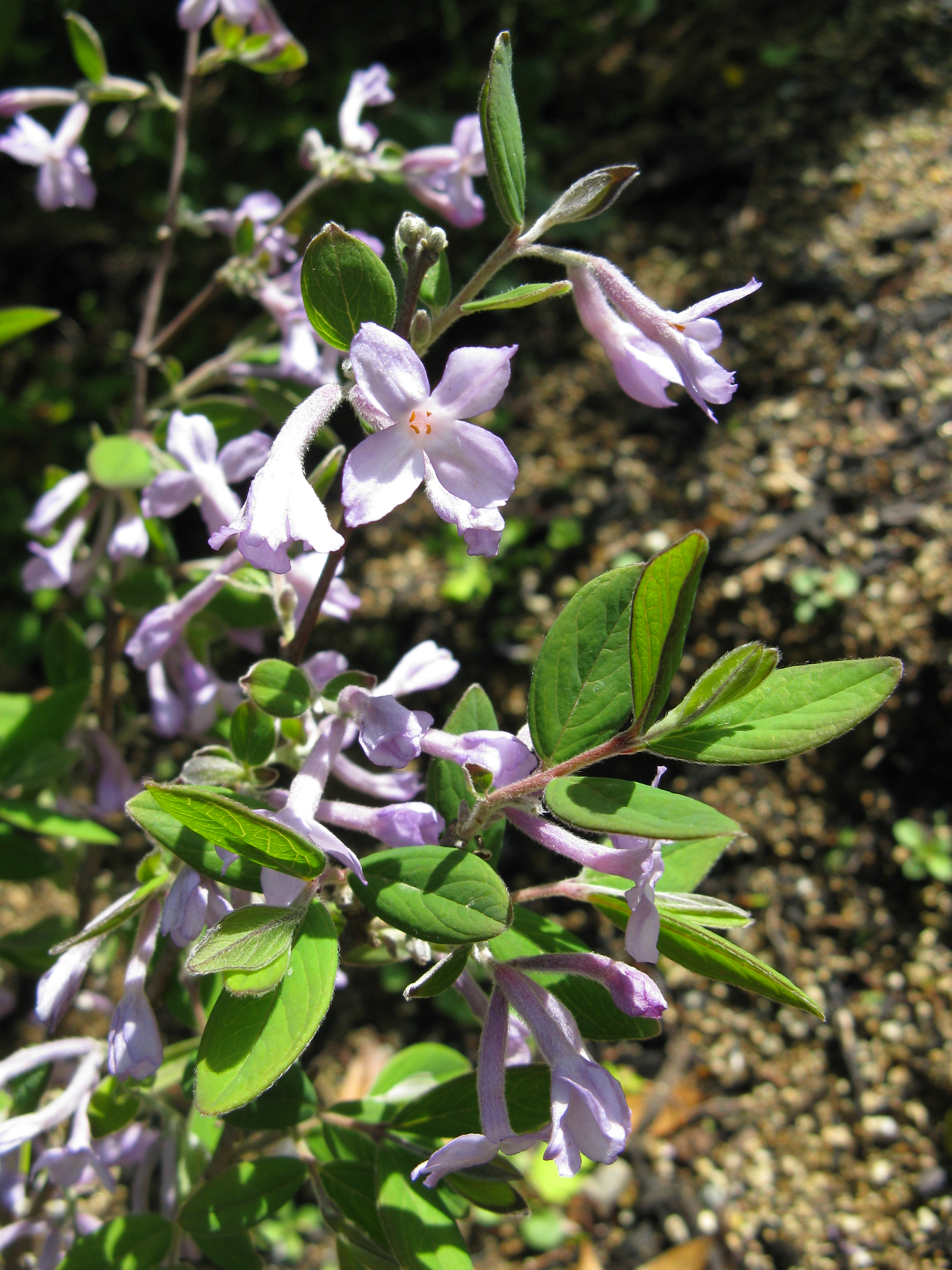